# Madgölen, Blekinge
Madgölen är en sjö i Karlskrona kommun i Blekinge och ingår i Ronnebyåns huvudavrinningsområde.